# ابور
ابور (به لاتین: Abbur) در هند است که در کارناتاکا واقع شده‌است.